# Nico Hofmann

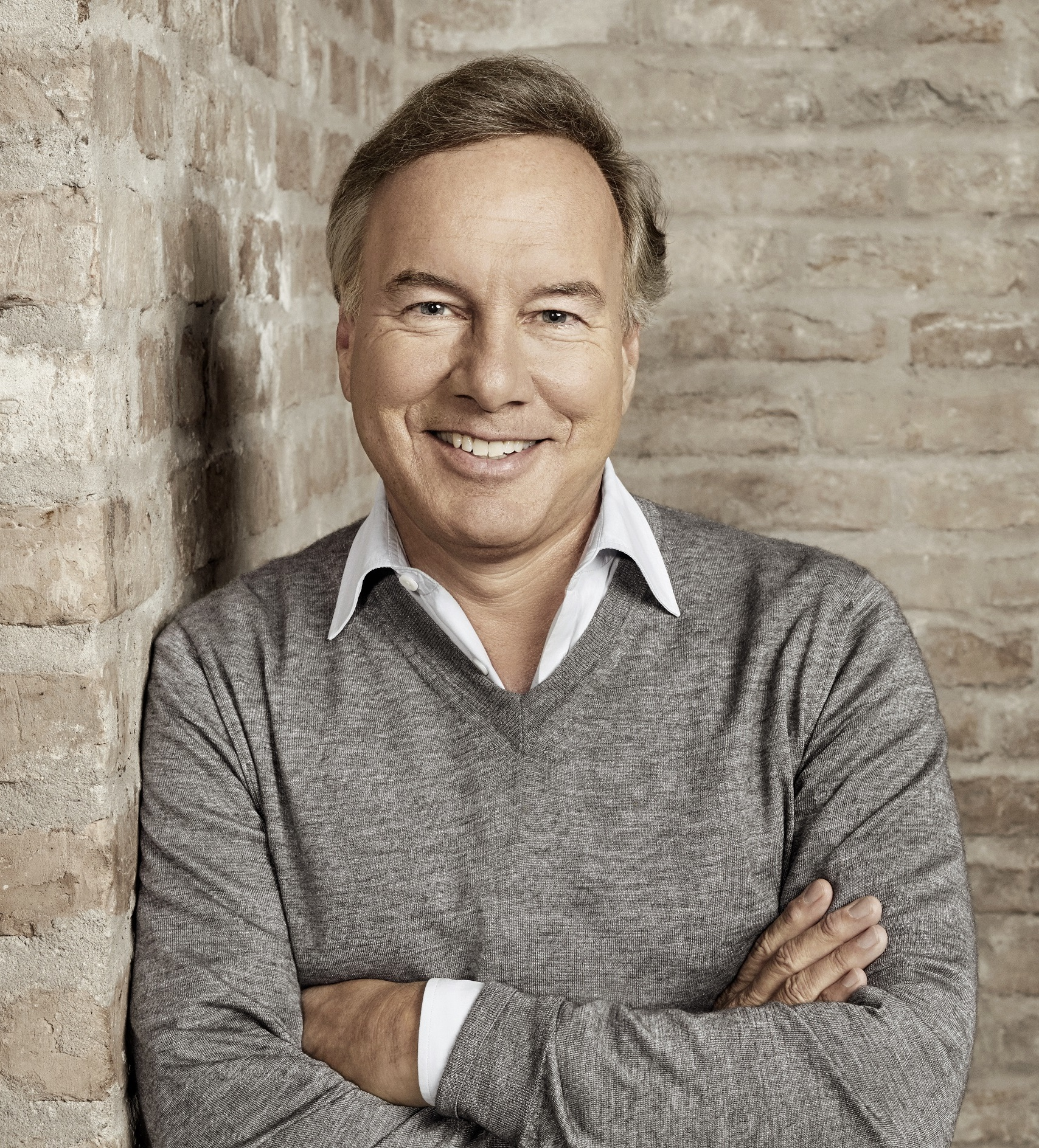
Nico Hofmann (2016)

Nico Hofmann (* 4. Dezember 1959 in Heidelberg) ist ein deutscher Regisseur, Filmproduzent, Drehbuchautor. Von 2015 bis 2023 war Hofmann Geschäftsführ der UFA GmbH, danach bis Februar 2024 Chairman des Unternehmens.

## Leben
Nico Hofmann, Sohn eines Journalistenehepaars, absolvierte nach dem Abitur 1978 am Moll-Gymnasium in Mannheim ein zweijähriges Volontariat bei der Tageszeitung Mannheimer Morgen, bewarb sich im Alter von 20 Jahren bei der Hochschule für Fernsehen und Film München (HFF) und wurde dort aufgenommen. Er studierte von 1980 bis 1985, sammelte nebenbei erste praktische Erfahrungen als Regieassistent bei Dieter Dorn und schloss das Studium mit Auszeichnung ab. Danach arbeitete Hofmann als Autor, Regisseur und Produzent.
Hofmanns erste Arbeiten entstanden in den 1980er Jahren. Seine Abschlussarbeit an der Filmhochschule, Der Krieg meines Vaters (1984), setzte sich mit der jüngeren deutschen Vergangenheit auseinander und erhielt dafür einige Förderpreise. 1988 entstand Land der Väter, Land der Söhne. Der Film schildert – inspiriert vom Tatsachenroman Großes Bundesverdienstkreuz von Bernt Engelmann – die Geschichte von Fritz Ries. Diese Produktion war der deutsche Wettbewerbsbeitrag für das Festival San Sebastian und wurde mit dem Bayerischen Filmpreis ausgezeichnet. In den Anfängen seiner Karriere nahm er außerdem an dem Nachwuchsfilmfestival Werkstatt der Jungen Filmszene teil.
Seit 1990 erhielt er Lehraufträge an deutschen Filmhochschulen wie der HFF München, der dffb Berlin oder der Filmakademie Baden-Württemberg.
Zwischen 1990 und 1993 drehte Hofmann für den Tatort, entwickelte für RTL die Krimireihe Balko und arbeitete im Rahmen der Ost-West-Satireserie Schulz & Schulz erstmals mit Götz George zusammen. Für Der letzte Kosmonaut erhielt Nico Hofmann 1995 den Prix Futura. Sein Film Der große Abgang wurde mit dem Fernsehfilmpreis der Deutschen Akademie der Darstellenden Künste prämiert.
1995 wurde Hofmann zum Professor an die Filmakademie Baden-Württemberg für den Fachbereich „szenischer Film“ berufen.
Im gleichen Jahr führte er Regie bei Der Sandmann, für den er erneut mit Götz George zusammenarbeitete. Für Der Sandmann wurde er mit dem Adolf-Grimme-Preis mit Gold und dem Bayerischen Filmpreis ausgezeichnet. Auch bei der Verleihung des RTL-Fernsehpreises Goldener Löwe erhielt der Film mehrere Auszeichnungen: für die Hauptdarsteller (in Gold für George und in Silber für Karoline Eichhorn) sowie die für den besten Film und den Regisseur.
Hofmann ist seit 1996 Mitglied der Deutschen Akademie der Darstellenden Künste und seit 1997 bei der Europäischen Filmakademie Berlin. In den Jahren 1999 und 2000 war er als Juror beim Deutschen Fernsehpreis tätig. 
Von Januar 1996 bis Mai 1998 stand Hofmann exklusiv als Regisseur und Projektberater bei Bernd Eichingers Constantin Film unter Vertrag. Hier führte er unter anderem Regie bei einer Neuverfilmung des Dürrenmatt-Stoffs Es geschah am hellichten Tag für Sat.1. Im Juli 1998 stieg er vorzeitig aus seinem Vertrag aus und wurde Geschäftsführer der neugegründeten Hofmann/Zander/Reitz-Produktionsgesellschaft für Film und Fernsehen, einer Beteiligungsgesellschaft der UFA. Diese Produktionsgesellschaft firmierte von Anfang an unter teamWorx.

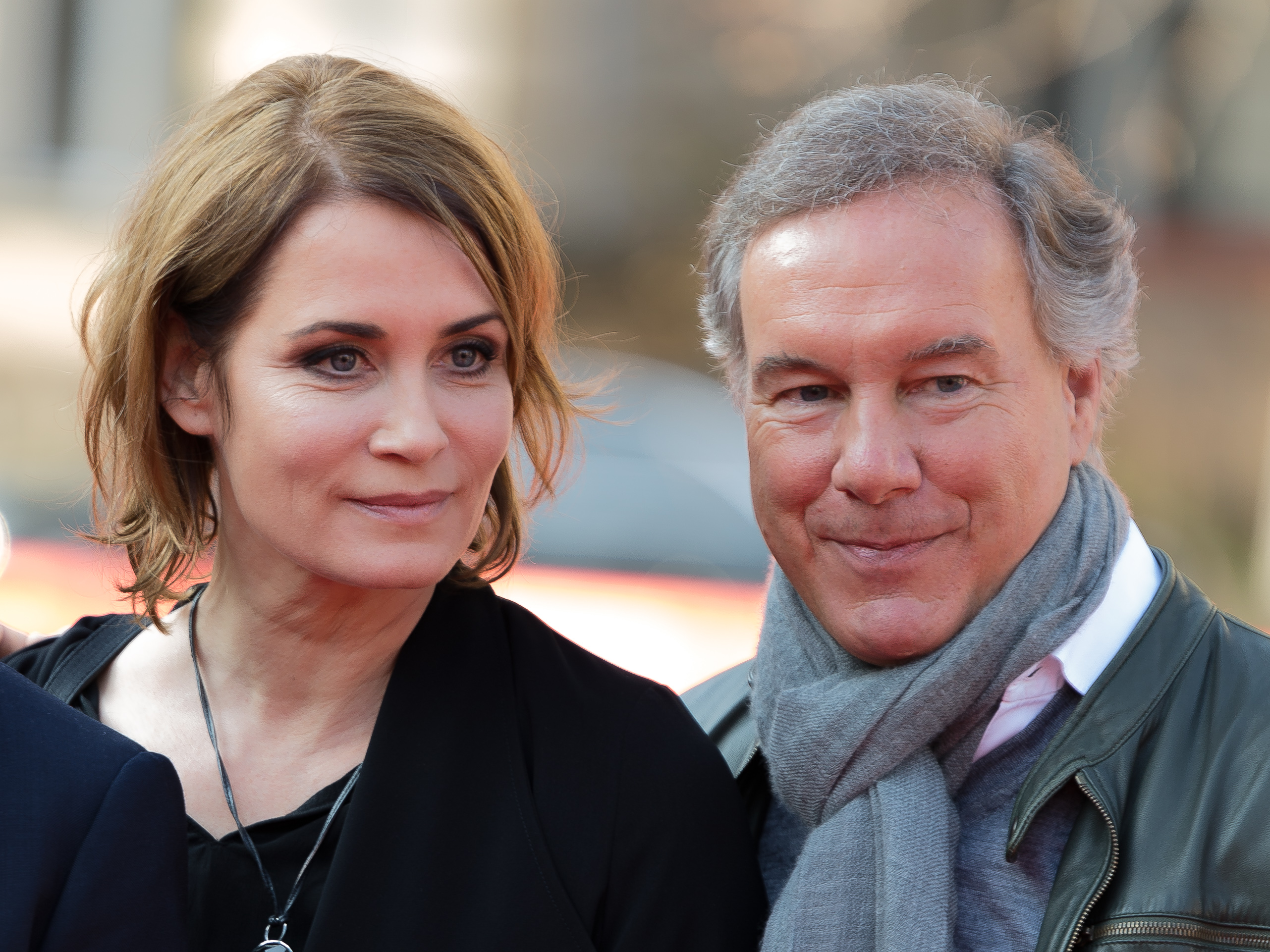
Nico Hofmann mit Anja Kling auf der Berlinale 2017.

Mit seinen oftmals als Zweiteiler ausgelegten „Event-Produktionen“ wie Der Tunnel, Die Luftbrücke – Nur der Himmel war frei, Die Sturmflut, Dresden und Die Flucht veränderte Hofmann die deutsche Fernsehlandschaft nachhaltig und machte teamWorx zu einer sehr erfolgreichen Produktionsfirma im Bereich des sogenannten „Event-Fernsehens“. Diese Produktionen werden im Wechsel allen größeren deutschen Fernsehsendern angeboten und dabei oft in Zusammenhang mit einem „Themenabend“ gezeigt. Mit meist historisch-emotionalisierend ausgerichteten Filmproduktionen wie Wolfsburg, Toter Mann, Stauffenberg, Nicht alle waren Mörder oder Das Wunder von Berlin erzielten teamWorx und Hofmann einige Quotenerfolge mit über 5 Millionen Zuschauern.
Zu den erfolgreichsten teamWorx-Produktionen zählen das Anti-Kriegsdrama Dresden (12,68 Millionen Zuschauer), das 2006 mit dem Deutschen Fernsehpreis in der Kategorie „Bester Fernsehfilm“ ausgezeichnet wurde, und der historische Zweiteiler Die Flucht mit Maria Furtwängler, den im März 2007 mehr als 11 Millionen Fernsehzuschauer sahen. Die Flucht wurde mehrfach ausgezeichnet, unter anderem mit dem Deutschen Fernsehpreis („Beste Musik“), dem Publikums-Bambi 2007, dem DIVA-Award als „TV-Movie des Jahres“ und als „Bester TV-Film“ beim Shanghai Television Festival 2007.
2008 wurden unter anderen Mogadischu (Regie: Roland Suso Richter) über die Entführung der Lufthansa-Maschine Landshut im Oktober 1977 und der Dreiteiler Die Patin mit Veronica Ferres in der Hauptrolle ausgestrahlt. Mogadischu erhielt zwei Goldene Kameras und den Deutschen Fernsehpreis.
Zu den wichtigsten Erstausstrahlungen in den darauffolgenden drei Jahren zählen Vulkan (2009, Regie: Uwe Janson, unter anderen mit Heiner Lauterbach, Armin Rohde und Katja Riemann), Der Mann aus der Pfalz (2009) von Thomas Schadt über den ehemaligen Bundeskanzler Helmut Kohl, der erste fiktionale Film über Scientology Bis nichts mehr bleibt (2010), der mit dem Bernd Burgemeister-Preis ausgezeichnete Film Kongo (2010) und Rosannas Tochter (2010). Im Jahr 2011 waren sechs teamWorx-Produktionen unter den Top Ten der meistgesehenen TV-Movies: Der ZDF-Zweiteiler Schicksalsjahre mit Maria Furtwängler erreichte mit jeweils mehr als acht Millionen Zuschauern ein breites Fernsehpublikum, auch Hindenburg war erfolgreich und wurde als Bester Mehrteiler mit dem Deutschen Fernsehpreis ausgezeichnet. Neben weiteren Filmen wie Der kalte Himmel oder Vorzimmer zur Hölle  und der deutsch-britischen Ko-Produktion Laconia wurde im Herbst desselben Jahres außerdem der erste Film zum Thema Internet-Mobbing ausgestrahlt – Homevideo erhielt unter anderen den Deutschen Fernsehpreis in den Kategorien Bester Fernsehfilm und Förderpreis (für Hauptdarsteller Jonas Nay) sowie den Grimme-Preis 2012 in der Kategorie Fiktion.
Zu den erfolgreichsten Produktionen 2012 zählte die Verfilmung von Uwe Tellkamps gleichnamigem und preisgekröntem Roman Der Turm. Der Zweiteiler mit Jan Josef Liefers, Claudia Michelsen, Götz Schubert und Sebastian Urzendowsky in den Hauptrollen erreichte jeweils knapp 7 Millionen Zuschauer. Claudia Michelsen erhielt als Beste deutsche Schauspielerin den Hessischen Filmpreis und die Goldene Kamera, zudem wurde Der Turm mit dem Publikums-Bambi als TV Movie des Jahres 2012 ausgezeichnet. Auch Der Fall Jakob von Metzler von Stephan Wagner und Niki Steins Rommel zählten zu den großen teamWorx-Projekten 2012.

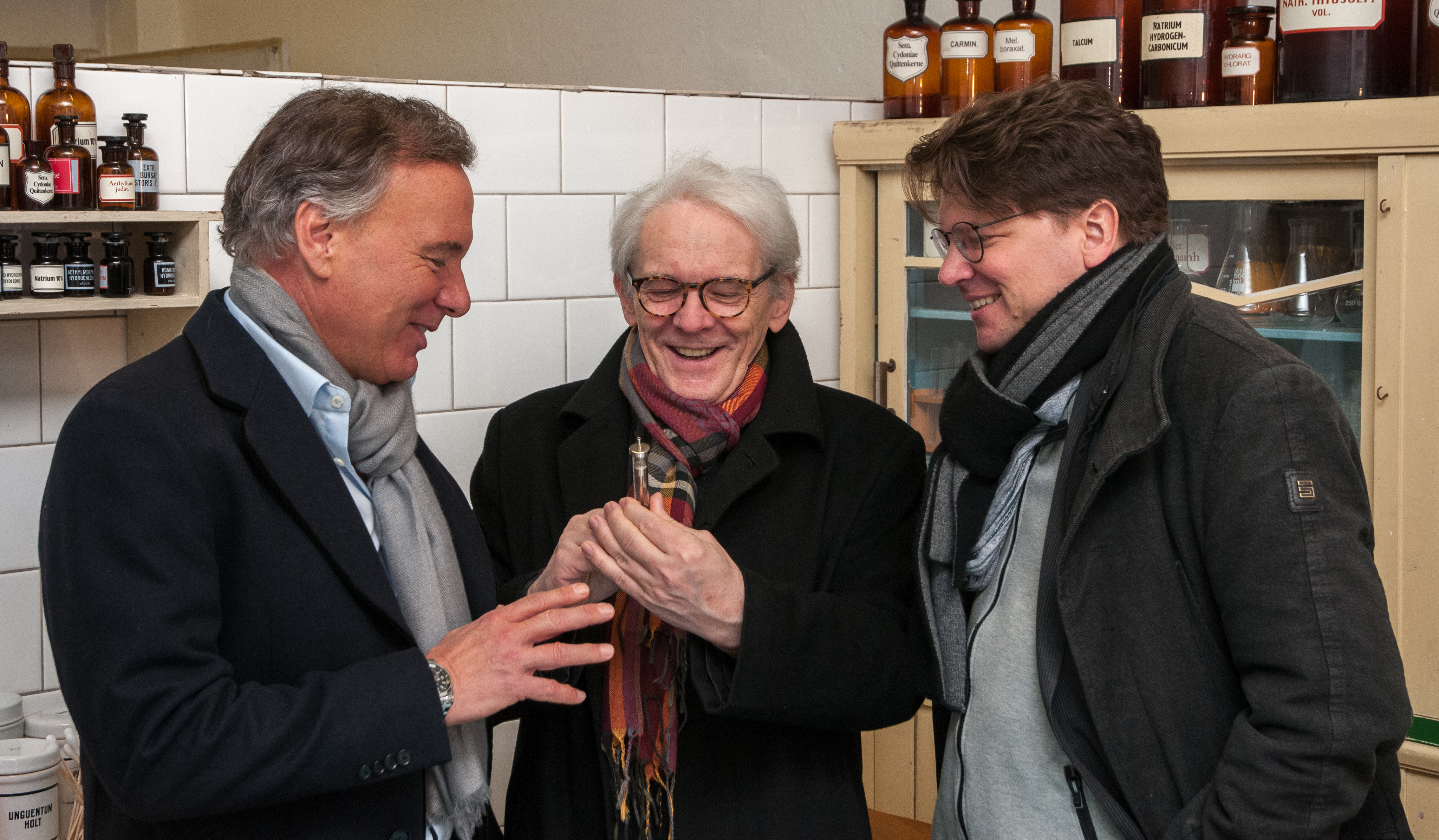
Nico Hofmann 2018 mit Karl Max Einhäupl (Mitte) und Benjamin Benedict bei einem Pressetermin zur Fernsehserie Charité.

Im Frühjahr 2013 wurde mit Unsere Mütter, unsere Väter Nico Hofmanns bisher aufwendigste und teuerste Produktion ausgestrahlt, die sich bislang in 148 Länder verkauft hat und 2014 mit dem International Emmy Award in der Kategorie „TV Movie/Miniseries“ ausgezeichnet wurde. In den Hauptrollen waren Volker Bruch, Tom Schilling, Katharina Schüttler, Miriam Stein und Ludwig Trepte zu sehen. Auch die Satire Der Minister, angelehnt an die Plagiatsaffäre um Ex-Verteidigungsminister Karl-Theodor zu Guttenberg, lief erfolgreich im Frühling 2013. Im Februar 2014 folgte Der Rücktritt, ein Doku-Drama, das Christian Wulffs letzte 68 Tage im Amt des Bundespräsidenten thematisiert. Bornholmer Straße ist Hofmanns Beitrag zum 25-jährigen Jubiläum des Mauerfalls und erreichte mit mehr als 7 Millionen Zuschauern eine großartige Quote für die ARD. Die Tragikomödie mit Charly Hübner in der Hauptrolle des Oberstleutnant Harald Schäfer wurde mit dem BAMBI als „TV-Ereignis des Jahres“ ausgezeichnet.
Im ersten Halbjahr 2015 wurden der Zweiteiler Grzimek, eine Hommage an den engagierten Zoologen und Tierfilmer Bernhard Grzimek sowie die Neuadaption des Romans von Bruno Apitz Nackt unter Wölfen, der den Bayerischen Fernsehpreis für die „Beste Regie“ erhielt, erstmals im deutschen Fernsehen gezeigt. Nackt unter Wölfen wurde bereits in zahlreiche Länder verkauft, darunter an den französischen Sender M6.
Deutschland 83 war 2015 die erste deutschsprachige Serie, die im US-amerikanischen Fernsehen ausgestrahlt wurde, und gewann 2016 den Emmy als beste Dramaserie.
2015 übernahm Hofmann die Intendanz der Nibelungenfestspiele Worms von Dieter Wedel.
Im März 2016 strahlte das ZDF Hofmanns Dreiteiler Ku’damm 56 aus. Als TV-Event feierte Ku’damm 56 auch international große Erfolge und ein Finale mit 6,35 Millionen Zuschauern. Anfang 2018 folgte dann von Hofmann mitproduziert die Fortsetzung mit Ku'damm 59, wieder in Form eines Dreiteilers mit ebenfalls herausragenden Quoten.
2017 wurde die Serie Charité ausgestrahlt. Der Sechsteiler spielt in den Jahren um 1888 und behandelt die Geschichte des renommierten Berliner Krankenhauses. Die ersten beiden Folgen erreichten 8,32 Millionen Fernsehzuschauer und einen Marktanteil von über 25 %.
Nico Hofmann wurde als Produzent und Regisseur mehrfach ausgezeichnet. Für seine besonderen Verdienste im Bereich Fernsehfilm erhielt er 2006 den Hans-Abich-Preis. Für Dresden, Die Sturmflut und Die Luftbrücke wurde er als Produzent mit dem Bayerischen Fernsehpreis geehrt. 2007 erhielt er darüber hinaus den Schillerpreis der Stadt Mannheim sowie den Romy als Bester Produzent.
Hofmann war von 2013 bis September 2015 Vorsitzender der Geschäftsführung der UFA FICTION, die alle fiktionalen Tätigkeiten der UFA Fernsehproduktion, Phoenix Film und teamWorx vereint. Für UFA Cinema verantwortete Hofmann als Geschäftsführer und Filmproduzent die Verfilmungen von Hanni & Nanni, Hanni & Nanni 2, Dschungelkind, Teufelskicker, Die Relativitätstheorie der Liebe sowie das DDR-Drama Wir wollten aufs Meer von Oscar-Preisträger Toke Constantin Hebbeln. Andere Kinoproduktionen der UFA Cinema von Hofmann sind Hanni & Nanni 3, Jesus liebt mich, die Literaturverfilmung Das Wochenende, Der fast perfekte Mann sowie Der Medicus. Die Dreharbeiten zum Bestseller Ich bin dann mal weg mit Devid Striesow als Hape Kerkeling fanden im Spätsommer 2014 in Berlin und an Originalschauplätzen entlang des Jakobswegs statt. Für seine schauspielerische Leistung in Ich bin dann mal weg wurde Striesow im November 2016 mit einem Bambi ausgezeichnet. Im Dezember 2018 erschien der Kinofilm Der Junge muss an die frische Luft, ebenfalls eine Verfilmung eines autobiografischen Buches von Hape Kerkeling unter der Regie von Caroline Link. Der Junge muss an die frische Luft war die erfolgreichste deutsche Kinoproduktion im Jahr 2018, erreichte bisher mehr als 3,6 Mio. Zuschauer und wurde unter anderem mit dem Deutschen Filmpreis als „Besucherstärkster Film“ ausgezeichnet. Unter der Regie von Philipp Stölzl realisierte Nico Hofmann 2019 gemeinsam mit Sebastian Werninger (UFA FICTION), Regina Ziegler (Ziegler Film) und Christian Müller (Mythos Film) den Kinofilm Ich war noch niemals in New York.
Am 1. September 2015 wurde Nico Hofmann zum Geschäftsführer der UFA-Gruppe neben Wolf Bauer ernannt. Die Ernennung war Teil einer zweijährigen Übergangsphase. Seit dem 1. September 2017 leitet Nico Hofmann die Geschäftsführung der UFA-Gruppe, Seit September 2018  gemeinsam mit Joachim Kosack. 2020 führte Hofmann die Liste der 100 wichtigsten geouteten Führungskräfte in Deutschland an. In seiner Zeit als CEO der UFA wirkte Hofmann als Produzent weiter, unter anderem bei der mehrfach ausgezeichneten Dokumentation „Arctic Drift- ein Jahr auf dünnem Eis“ (2021), der Spieldokumentation „Der große Fake - Die Wirecard-Story“, der RTL plus - Dokumentarserie über den Segler Boris Herrmann, sowie des ZDF Fernsehfilms „Ich bin - Margot Friedlander! “ (2024), der mit dem Deutschen Fernsehpreis, dem Civis Preis und dem Bayerischen Fernsehpreis ausgezeichnet wurde. Unter Hofmanns Führung der UFA entstand auch Maxton Hall, die bislang erfolgreichste deutschsprachige Amazon-Serie. Am 19. September 2023 übergab Hofmann die Geschäftsführung der UFA an Sascha Schwingel. Seitdem war er Chairman der UFA. Ab 1. März 2024 wird Hofmann als selbstständiger Filmproduzent seiner Filmfirma Nico Hofmann Film u. a. für die Beta Film arbeiten.

## Soziales Engagement und Nachwuchsförderung
Hofmann engagiert sich in zahlreichen Stiftungen und Organisationen. Im August 2021 wurde Nico Hofmann für seine herausragenden persönlichen Leistungen um das Gemeinwohl der Bundesrepublik Deutschland das Bundesverdienstkreuz überreicht.
Im Jahr 2000 rief er mit Bernd Eichinger den Nachwuchspreis First Steps ins Leben, der alljährlich an Abschlussfilme von Studentinnen und Studenten der Filmhochschulen verliehen wird.
Als Kuratoriumsmitglied wirkt er seit 2015 in der Hertie-Stiftung, wo er insbesondere Impulse für gesellschaftspolitische Themen wie Demokratie und Meinungsfreiheit setzt.
Seit mindestens 2018 im Stiftungsrat der Deutschen Kinemathek, engagiert er sich für die Bewahrung des filmkulturellen Erbes. Der Stiftungsrat der Deutschen Kinemathek – Museum für Film und Fernsehen fungiert als Aufsichtsgremium und begleitet strategische Entscheidungen zur Bewahrung des filmischen Kulturerbes.
Seit 2018 ist er in der Alfred Brenner Stiftung aktiv, zunächst als Gast-Juror ab 2023 als festes Jurymitglied im Auswahlgremium für das Stipendium. Die Stiftung vergibt jährlich ein Fördergeld von 10.000 Euro und hat den Zweck, Nachwuchstalente in der gehobenen Gastronomie und Hotellerie durch finanzierte Weiterbildungsmaßnahmen zu fördern.
Seit Anfang 2021 ist Hofmann Mitglied im Kuratorium der C/O Berlin Foundation. Die Stiftung widmet sich der Förderung von Fotografie und visueller Kultur durch Ausstellungen, Bildungsprogramme und Nachwuchsförderung.
Bis 2024 war er im Gesamtvorstand der Produzentenallianz sowie der Bertelsmann Content Alliance. mit seinem ausscheiden aus der UFA endete dieses engagement.
In der 2024 gegründeten Liz Mohn Stiftung ist Nico Hofmann Mitglied des Kuratoriums wo er an der strategischen Ausrichtung internationaler Kulturprojekte und Initiativen zur Völkerverständigung mitwirkt. Die Liz Mohn Stiftung ist gemeinnützig, überparteilich und operativ arbeitend in den vier zentrale Handlungsfelder: „International Relations“, „Creating Leadership Cultures“, „Power of Culture“ und „Global Talents“.
Ebenfalls 2024 gründete er eine eigenständige Stiftung, die nach seinem Tod aus dem Großteil seines Vermögens den Filmnachwuchs fördern soll. Die Nico Hofmann Stiftung soll laut Hofmanns Angaben nach seinem Tod aktiv werden und gezielt Ausbildungsprogramme, Stipendien und Produktionsförderungen für junge Filmschaffende unterstützen. So soll seine Nachlassstiftung explizit auf die Sicherung des filmischen Erbes und die Talentförderung abzielen.

## Kritik
Das Echo in der Kritik auf Hofmanns Produktionen war oft gemischt. Einerseits wurde ihm teilweise historische Authentizität und Massenwirksamkeit zugebilligt, andererseits wurde auch oft der Vorwurf des Sympathisierens mit Kriegsverbrechern und der Banalisierung historischer Ereignisse laut. Auch Überemotionalisierung und Überdramatisierung wurden oft bemängelt.
„teamWorx hat sich unter dem Dach der Ufa in den vergangenen 14 Jahren systematisch an Schlüsselereignissen der deutschen Vergangenheit abgearbeitet und damit ein Millionenpublikum erreicht. Hofmann muss deshalb mit dem Vorwurf leben, er bediene den Massengeschmack und verkitsche Zeitgeschichte: der Guido Knopp der Unterhaltung. Aber nicht einmal seine Kritiker bestreiten, dass er mit dem historischen Event-Zweiteiler ein sehr erfolgreiches Genre erfunden und finanzierbar gemacht hat, das seither rezeptartig kopiert wird.“
„Hofmanns Handschrift (zählt) zu den wirkmächtigsten. Sie ist unschwer zu erkennen an Hauptfiguren und deren Darstellern, bei der üppigen musikalische Untermalung (symphonisch säuselnd fürs ZDF, als aggressives Sounddesign bei RTL) und in der melodramatischen Machart.“
Frank Schirrmacher schrieb 2013 zu „Unsere Mütter, unsere Väter“: „Hofmann, den mancher gerne für unernst hält, weil er auch unernste Stoffe produziert, ist selbst der Protagonist dieser neuen Phase. Er, Jahrgang 1959, der nun endgültig zu den ganz großen Produzenten des Landes gezählt werden muss, redet auch von seiner eigenen Mutter und seinem eigenen Vater, und man geht nicht zu weit, wenn man behauptet, dass er die siebenjährige Arbeit an diesem Film auch deshalb auf sich nahm, um mit seinen Eltern ein letztes Mal ins Gespräch zu kommen.“ Gerhard Gnauck kritisierte hingegen Nico Hofmann in der Welt dafür, dass er in der Debatte um den Film gegenüber der B.Z. die polnischen Partisanen als „Nationalisten der Heimatarmee“ bezeichnet hatte. Die polnische Widerstandsbewegung gegen die deutsche Terrorherrschaft werde im Film als „überwiegend antisemitisch dargestellt“ und „damit in beträchtlichem Maße delegitimiert“. Gnauck wies in dem Zusammenhang auf einen Aufsatz des Historikers Frank Golczewski hin, der die umfangreiche Unterstützung der polnischen Heimatarmee für verfolgte Juden detailliert aufzeigt.

## Filmografie

### Als Regisseur (Auswahl)
- 1983: Abschiedsbilder (auch Buch)
- 1984: Der Krieg meines Vaters (auch Buch)
- 1986: Der Polenweiher
- 1988: Chimären – Fiktion und Wirklichkeit
- 1988: Land der Väter, Land der Söhne (auch Buch)
- 1989: Quarantäne
- 1991: Tatort – Tod im Häcksler (auch Buch-Mitarbeit)
- 1991: Der Tod kam als Freund
- 1992: Schulz & Schulz IV: Neue Welten – alte Lasten
- 1993: Fünf vor zwölf
- 1993: Der letzte Kosmonaut
- 1994–1995: Balko (3 Folgen)
- 1995: Der Sandmann
- 1995: Der große Abgang
- 1996: Tödliche Wende
- 1997: Es geschah am hellichten Tag
- 1998: Solo für Klarinette

### Als Produzent (Auswahl)
- 1993: Durst
- 1993: Ende der Saison
- 2000: Eine Hand voll Glück
- 2000: Der Schuss
- 2000: Bobby
- 2001: Liebe. Macht. Blind.
- 2001: Nichts bereuen
- 2001: Julietta – Es ist nicht wie du denkst
- 2001: Toter Mann
- 2001: Tigermännchen sucht Tigerweibchen
- 2001: Der Tanz mit dem Teufel – Die Entführung des Richard Oetker (Coproduktion mit Sebastian Koch, Christoph Waltz)
- 2001: Der Tunnel
- 2002: Berlin – Sinfonie einer Großstadt
- 2003: Eine Liebe in Afrika
- 2003: Familienkreise
- 2005: Einmal so wie ich will
- 2005: Der Vater meiner Schwester
- 2005: Dresden
- 2005: Die Luftbrücke – Nur der Himmel war frei
- 2006: Die Sturmflut
- 2006: Nicht alle waren Mörder
- 2007: Die Flucht
- 2007: Das Glück am anderen Ende der Welt
- 2008: Das Geheimnis der Wale
- 2008: Das Wunder von Berlin
- 2008: Mogadischu
- 2008: Mein Herz in Chile
- 2008: Die Patin – Kein Weg zurück
- 2009: Willkommen zuhause
- 2009: Kommissar LaBréa – Tod an der Bastille (Krimiserie, Folge 1)
- 2009: Schicksalstage in Bangkok
- 2009: Dutschke
- 2009: Tatort – Schweinegeld
- 2010: Die Grenze
- 2010: Bis nichts mehr bleibt
- 2010: Kommissar LaBréa – Mord in der Rue St. Lazare (Krimireihe, Folge 2)
- 2011: Schicksalsjahre
- 2011: Hindenburg
- 2011: Dschungelkind
- 2011: Sie hat es verdient
- 2012: Jesus liebt mich
- 2012: Nicht mit mir, Liebling
- 2012: Rommel
- 2012: Frühling für Anfänger
- 2013: Frühlingskinder
- 2013: Verratene Freunde
- 2013: Der Minister
- 2013: Unsere Mütter, unsere Väter (International Emmy Award 2014)
- 2013: George
- 2013: Der Medicus
- 2014: Bornholmer Straße
- 2014: Götz von Berlichingen
- 2015: Grzimek
- 2015: Nackt unter Wölfen
- 2015: Deutschland83 (International Emmy Award 2016)
- 2015: Ich bin dann mal weg
- 2016: Ku’damm 56
- 2017: Tod einer Kadettin
- seit 2017: Charité (Fernsehserie)
- 2018: Ku’damm 59
- 2018: Wir sind doch Schwestern
- 2018: Der Junge muss an die frische Luft
- 2019: Lotte am Bauhaus
- 2019: Ich war noch niemals in New York
- 2020: Expedition Arktis – Ein Jahr. Ein Schiff. Im Eis.
- 2021: Der große Fake – Die Wirecard Story
- 2021: Angela Merkel – Frau Bundeskanzlerin
- 2021: Boris Herrmann – Die ganze Welt des Segelns
- 2021: Ku’damm 63
- 2022: Stasikomödie (als Executive Producer)
- 2023: All or Nothing: Die Nationalmannschaft in Katar
- 2023: Ich bin! Margot Friedländer
- 2023: Gute Freunde – Der Aufstieg des FC Bayern

## Schriften
- Mehr Haltung, bitte! : Wozu uns unsere Geschichte verpflichtet. Bertelsmann, München 2018, ISBN 978-3-570-10305-0.

## Auszeichnungen (Auswahl)
Hofmanns Arbeiten als Regisseur und Produzent erhielten etliche nationale und internationale Preise, darunter den Grimme-Preis und den Deutschen Fernsehpreis.
- 1988: Deutscher Kritikerpreis
- 1996: Adolf-Grimme-Preis mit Gold für Der Sandmann (zusammen mit Götz George)
- 2001: Goldener Gong für Der Tanz mit dem Teufel
- 2006: Bayerischer Fernsehpreis Sonderpreis für Dresden, Die Luftbrücke und Die Sturmflut
- 2006: Schillerpreis der Stadt Mannheim
- 2006: Hans Abich Preis beim Fernsehfilmfestival Baden-Baden
- 2007: Goldene Romy als Bester Produzent des Jahres
- 2009: Verdienstmedaille des Landes Baden-Württemberg
- 2010: Einheitspreis der Zeitschrift Superillu
- 2018: Romy – Auszeichnung in der Kategorie „Bester Produzent TV-Film“ für Charité[49]
- 2019: Deutscher Filmpreis – Lola in Bronze für Der Junge muss an die frische Luft in der Kategorie „Bester Spielfilm“[50]
- 2019: Seoul International Drama Awards – Bester Film „Silver Bird Award“ für Lotte am Bauhaus[51]
- 2020: Carl Laemmle Produzentenpreis für sein Lebenswerk[52]
- 2021: Bundesverdienstkreuz am Bande[53]
- 2025: Askania Award